# Pusarla Sindhu
Pusarla Venkata Sindhu (Hyderabad, 5 luglio 1995) è una giocatrice di badminton indiana. Ha vinto la medaglia d'argento nell'individuale alle Olimpiadi di Rio 2016, diventando la prima atleta indiana nella storia del badminton olimpico a raggiungere una finale per l'oro. Alle Olimpiadi di Tokyo 2020 Pusarla ha vinto la medaglia di bronzo nel singolare femminile, battendo nella finalina la cinese He Bingjiao.

## Palmarès
- Giochi olimpici

Rio de Janeiro 2016: argento nel singolo femminile.
Tokyo 2020: bronzo nel singolo femminile.
- Mondiali

Guangzhou 2013: bronzo nel singolo femminile.
Copenaghen 2014: bronzo nel singolo femminile.
Basilea 2019: oro nel singolo femminile.
- Giochi asiatici

Incheon 2014: bronzo a squadre femminile.
- Campionati asiatici di Badminton

Gimcheon 2014: bronzo nel singolo femminile.
- Giochi del Commonwealth

Glasgow 2014: bronzo nel singolo femminile.
- Giochi del Commonwealth - Juniores

Douglas 2011: oro nel singolo ragazze.